# Manoir des Pavements
Le manoir des Pavements est une demeure du XVIe siècle qui se dresse sur le territoire de la commune française de Lisieux, dans le département du Calvados, en région Normandie.

## Localisation.
Le manoir est situé au no 99-no 101 rue d'Orbec à Lisieux (ancienne commune de Saint-Jacques), dans le département français du Calvados. Il borde la route sur la gauche à la limite de Lisieux et de Beuvillers.

## Historique
Le manoir est bâti au XVIe siècle. 

## Description
Le manoir comporte deux logis datés du XVIe siècle dont un comporte un pressoir et possède un décor sculpté de l'époque de la Renaissance.
L'habitation principale présente, en dehors de l'enclos, un premier étage en bois, jeté en encorbellement sur un rez-de-chaussée de pierres blanches - des poutres énormes, décorées de têtes fantastiques, qui semblent vouloir engloutir dans leur énorme gueule l'extrémité des corniches à moulures de la Renaissance, forment l'encorbellement. Puis, au dessus du toit en forme d'auvent, s'avance entre le premier étage et le rez-de-chaussée, pour abriter ces sculptures. De vastes lucarnes dépassent les toitures, déjà très saillantes. Des tuiles rouges, clouées comme de l'essente, revêtent en certains endroits la façade.  
Ces poutres travaillées, ces têtes fantastiques qui saisissent entre leurs dents crochues l'extrémité des faisceaux de moulures les lucarnes immenses, les ravalements en tuile : tout cela forme le caractère commun de la plupart des maisons anciennes de Lisieux, et des châteaux du Pays d'Auge. 
Mais aux Pavements, la physionomie des constructions locales nous a paru plus fortement accentuée qu'ailleurs. Cette habitation semi-féodale semi-rustique, doit l'ampleur de ses toitures, beaucoup de l'apparence d'un chalet suisse. 
La façade intérieure est moins sévères ; le rez-de-chaussée de ce côté, est en bois comme le premier étage, et on y a percé plus hardiment des ouvertures. Toutefois, les fenêtres portent encore les traces des grilles à barreaux croisés qui les garnissaient primitivement. 
Les deux portes qui donnent accès dans la maison, ont de beaux chambranles à sculpture gothique. Leur act surbaissé est garni de feuilles de chardon, et d'un côté de ces bouquets, ou crosses végétales, que les archéologues anglais nomment finials. 
Deux écussons sculptés dans le couronnement de ces portes. L'un porte une roue comme pièce principale, avec peut-être la date de 1561 en chef. L'autre parait avoir été armorié d'un chevron, et d'un chef chargé d'un « T » accosté de deux roues. 
Le premier va nous donner le nom de celui à qui l'on doit cette construction : la roue d'Or à huit raies, sur champ d'Azur appartient à la famille de la Reue - laquelle concourut avec les le Valois à l'édification de l'église Saint-Jacques. Cette famille d'origine lexovienne, s'illustra par des charges de magistrature : on trouve sa généalogie dans le dictionnaire de Lachesnaye du Bois. En rapprochant des dates le style du monument, on peut sans témérité, en attribuer la construction à Thomas de la Reue, Conseiller « en court laie » et Lieutenant général du bailli d'Évreux.  

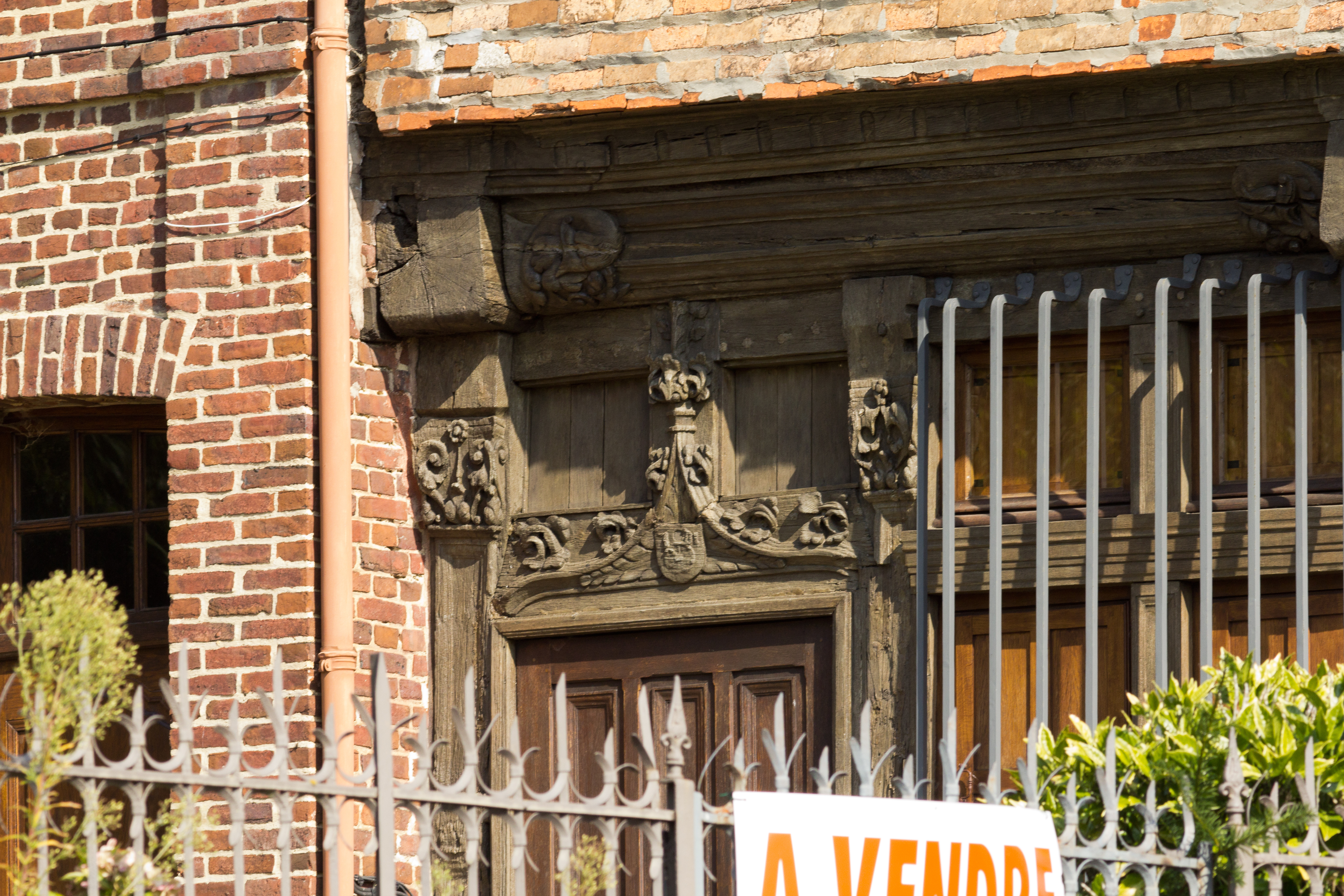
Décor en bois sculpté.
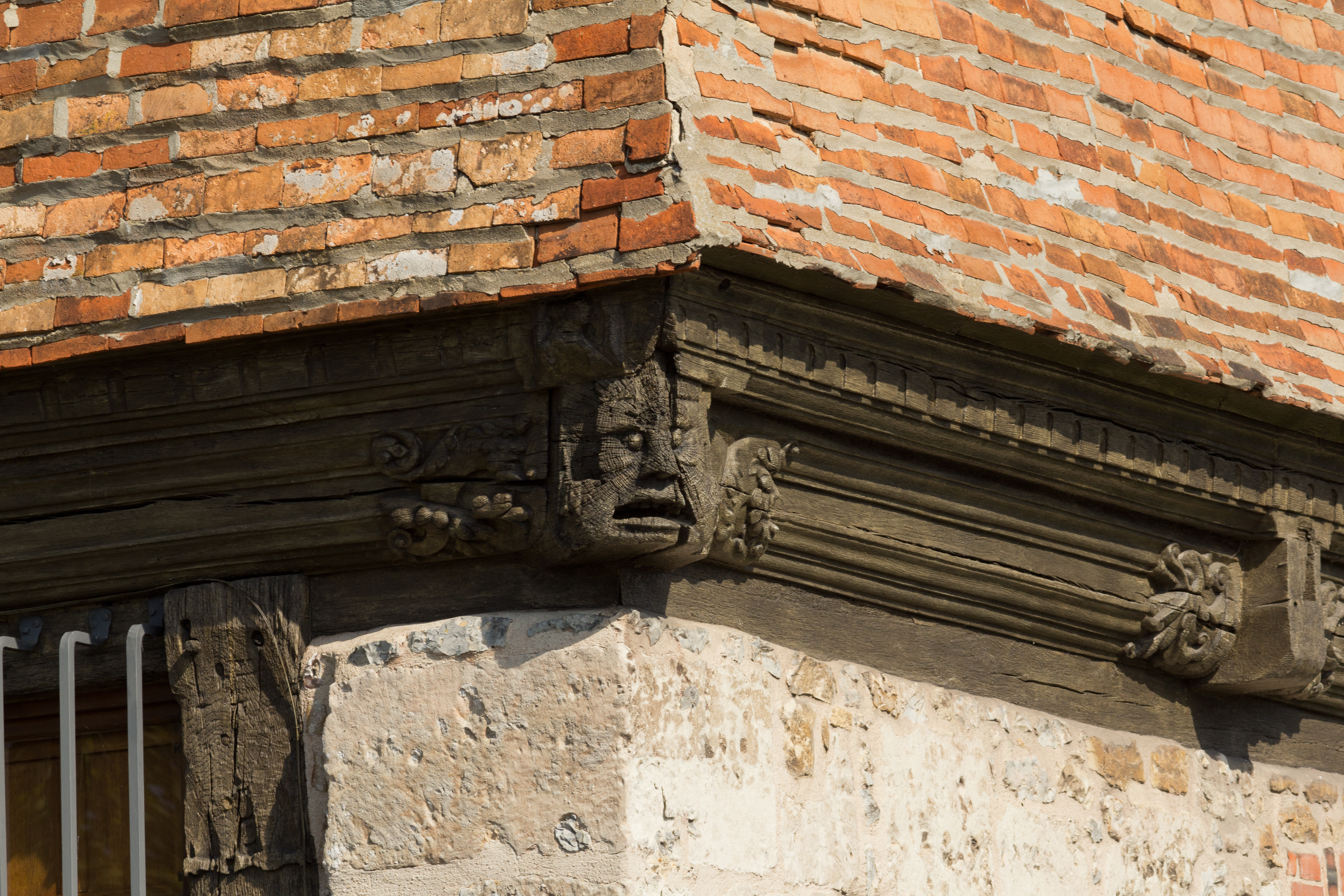
Poutres sculptées.

## Protection
Au titre des monuments historiques :
- les façades et les toitures sont inscrites par arrêté du 8 mai 1968 ;
- le petit logis et la grange en totalité ; les façades et les toitures des communs (pressoir, four à pain, ancienne étable) sont inscrits par arrêté du 15 décembre 2003